# Schizonycha spuria
Schizonycha spuria är en skalbaggsart som beskrevs av Louis Albert Péringuey 1904. Schizonycha spuria ingår i släktet Schizonycha och familjen Melolonthidae. Inga underarter finns listade i Catalogue of Life.